# جاك شيرمان
جاك شيرمان (بالإنجليزية: Jack Sherman)‏ هو عازف قيثارة أمريكي، ولد في 18 يناير 1956 في ميامي في الولايات المتحدة.

## وصلات خارجية
- جاك شيرمان على موقع IMDb (الإنجليزية)
- جاك شيرمان على موقع ميوزك برينز (الإنجليزية)
- جاك شيرمان على موقع ديسكوغز (الإنجليزية)